# 可擴展二進位元語言
可扩展二进制元语言（英語：Extensible Binary Meta Language, ）是一种可用于任何数据的通用文件格式，目标是成为二进制的可扩展标记语言（XML）。它提供了一个用类似 XML 的标签（tag）存储数据的基本框架。它最初是为 Matroska 音频视频容器格式开发的。
它并不能像 XML 那样容易地扩展，因为必须提前知道文档类型定义。